# Opius parkeranus
Opius parkeranus är en stekelart som beskrevs av Fischer 1964. Opius parkeranus ingår i släktet Opius och familjen bracksteklar. Inga underarter finns listade i Catalogue of Life.